# Evan McGrath
Evan McGrath, född 14 januari 1986 i Oakville, Ontario, är en kanadensisk ishockeyspelare som för närvarande spelar för Hockey Thurgau.

## Spelarkarriär
Som en effektiv offensiv spelare i OHL-laget Kitchener Rangers blev McGrath draftad av Detroit Red Wings i den fjärde rundan (128:e totalt) i NHL Entry Draft 2004. Red Wings uttalade sig om McGrath som en potentiell framtida powerforward, trots att han dittills haft vissa svårigheter att anpassa sig till seniorspelet. Vid slutet av säsongen 2009/2010 blev han nedflyttad till Syracuse Crunch och tog ingen ny plats i laget innan han blev en free agent vilket tillät honom att bli en obegränsad free agent.
Den 17 september 2010 meddelades det att McGrath skrivit på för Allsvenska Västerås Hockey. Inför säsongen 2011/2012 meddelade IK Oskarshamn att man gjort klart med McGrath som sin förstecenter. Den 14 februari 2012 blev McGrath polsk medborgare. Han vann poängligan (22+28=50) i Hockeyallsvenskan säsongen 2012–2013. Den 18 april 2013 meddelades att McGrath skrivit på för Frölunda HC. Kontraktet sträckte sig över två säsonger, till och med den 30 april 2015. McGrath lämnade därefter klubben för Västerås. Säsongen 2014–2015 spelar han återigen för IK Oskarshamn.